# Tharrhalea cerussata
Tharrhalea cerussata är en spindelart som beskrevs av Simon 1886. Tharrhalea cerussata ingår i släktet Tharrhalea och familjen krabbspindlar.
Artens utbredningsområde är Madagaskar. Inga underarter finns listade i Catalogue of Life.